# Guglielmo II di Württemberg
Guglielmo II di Württemberg (Stoccarda, 25 febbraio 1848 – Tubinga, 2 ottobre 1921) fu re del Württemberg dal 1891 al 1918, anno in cui la monarchia fu abolita in seguito alla "rivoluzione di novembre".

## Biografia

### Giovinezza

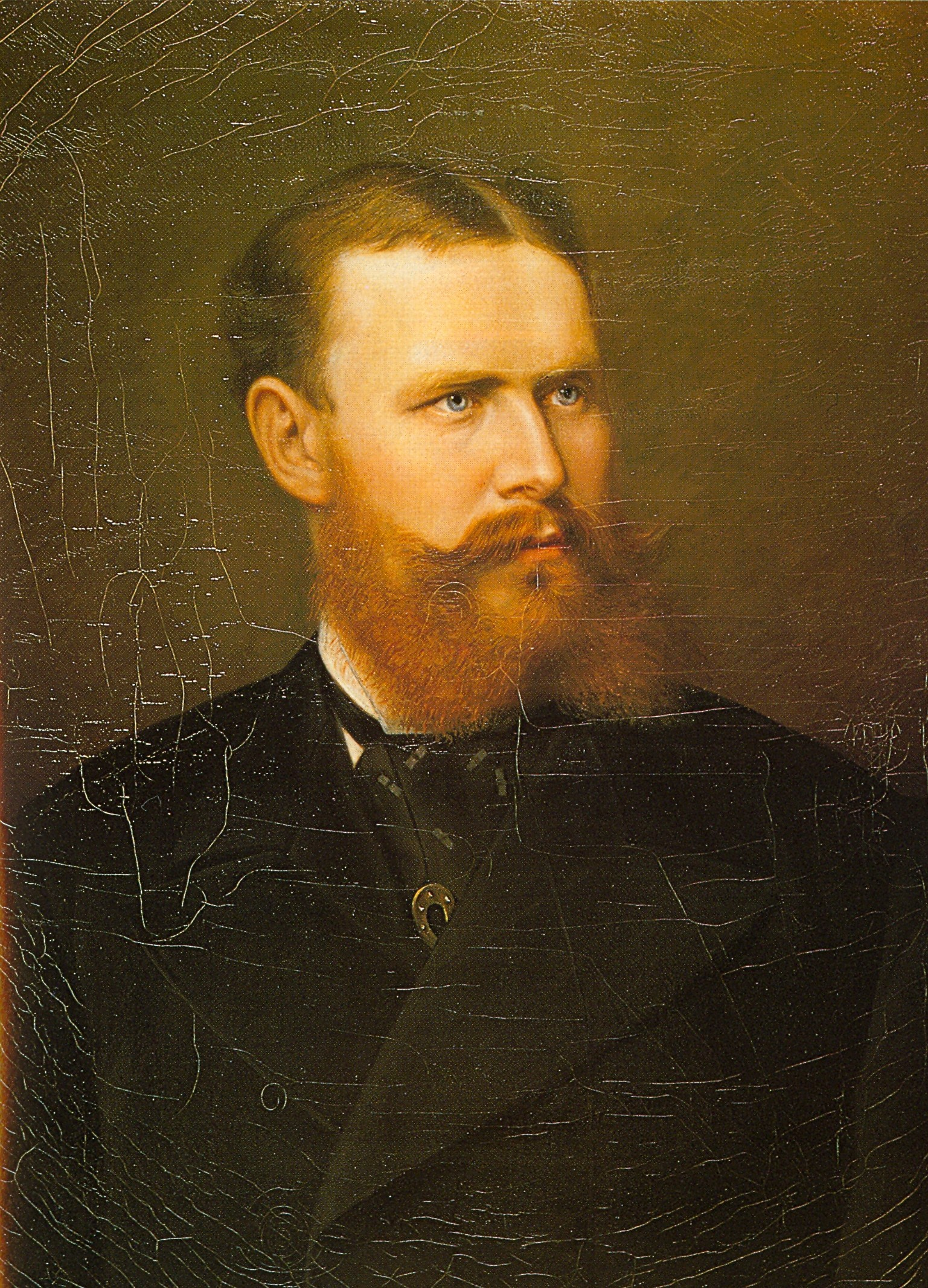
Guglielmo di Württemberg.

Guglielmo nacque il 25 febbraio 1848 a Stoccarda, figlio di Federico e della moglie, Caterina Federica di Württemberg; la madre era la figlia del re Guglielmo I di Württemberg, mentre il padre era il nipote del monarca di Württemberg, Federico I. Non aveva fratelli e fin da piccolo ricevette l'educazione di un'erede al trono poiché lo zio, re Carlo, non aveva avuto figli con la moglie, la regina Olga.
Il Principe studiò legge e finanza nelle Università di Tubinga e di Gottinga, combatté poi nel 1866 contro la Prussia. Il 15 febbraio 1877 Guglielmo sposò Maria di Waldeck e Pyrmont, sorella della regina Emma dei Paesi Bassi. La principessa Maria morì nel 1882 a causa delle complicazioni del parto di una figlia nata morta. La coppia ebbe due figlie:
- Paolina (1877 - 1965)
- Ulrich (1880)

Con la morte della moglie e la perdita di un figlio, Guglielmo si risposò nel 1886 con Carlotta di Schaumburg-Lippe, discendente di Federico V di Danimarca. La coppia non ebbe figli e così il presunto erede al trono fu il duca Alberto del Württemberg, che discendeva da Federico II Eugenio di Württemberg.

### Regno

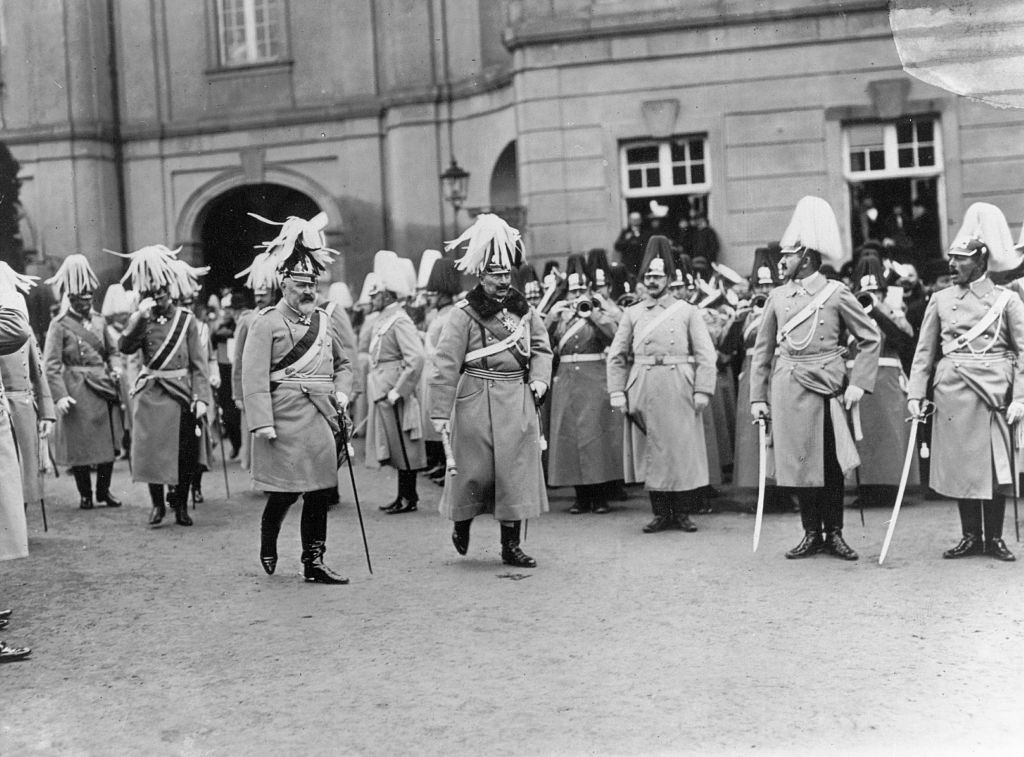
Il Re assieme al Kaiser Guglielmo.

Nel 1891 re Carlo I morì e così il nipote gli successe come Guglielmo II di Württemberg; il sovrano aveva l'abitudine di portare a spasso i suoi due cani nei parchi pubblici di Stoccarda, senza la protezione della guardia del corpo. I suoi sudditi spesso lo salutavano con "Grüß Gott, Herr König", ciao signor Re, e Guglielmo si sarebbe tolto il cappello e avrebbe distribuito caramelle ai bambini.

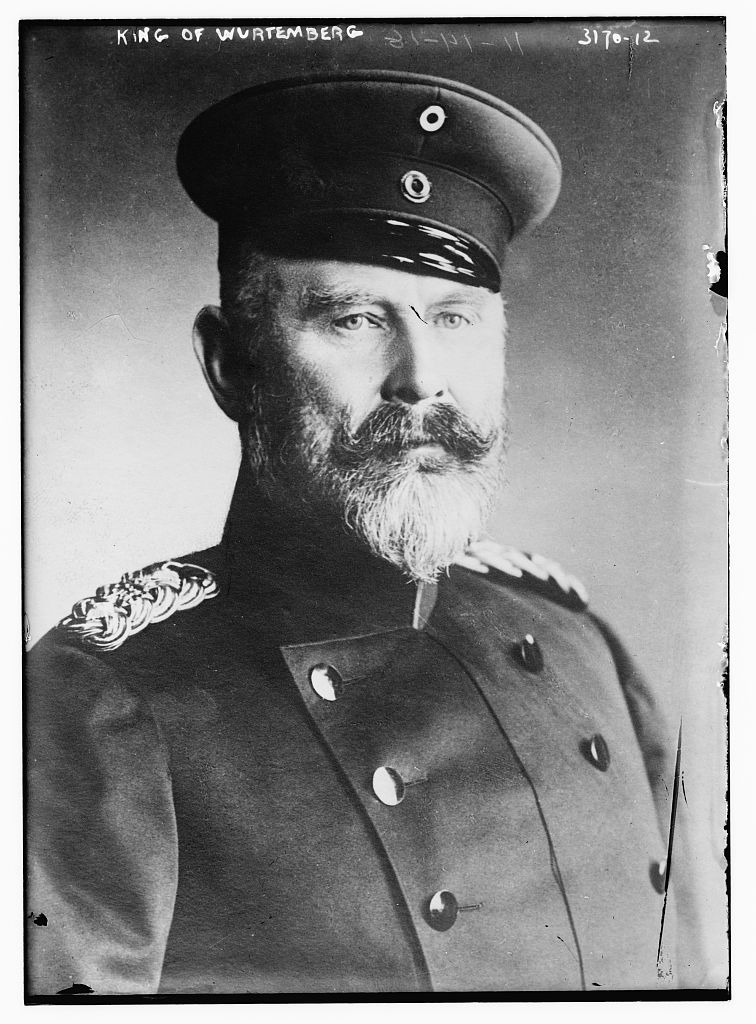
Guglielmo in uniforme militare.

Con la sconfitta degli Imperi centrali nella Grande guerra, scoppiò in Germania la una rivoluzione che vide la fine della monarchia prussiana e di tutti gli stati facenti parti dell'Impero tedesco, tra cui appunto il Württemberg.

### Morte
Guglielmo II morì il 2 ottobre 1921 a Bebenhausen, venendo sepolto a Ludwigsburg, accanto alla prima moglie Maria ed al figlio Ulrich.

## Ascendenza
|                                     |                           |                                         | Genitori                                             |  |  | Nonni |  |  | Bisnonni                  |  |  | Trisnonni                          |  |
|                                     |                           |                                         |                                                      |  |  |       |  |  | Federico I di Württemberg |  |  | Federico II Eugenio di Württemberg |  |
|                                     |                           |                                         |                                                      |  |  |       |  |  | Federico I di Württemberg |  |  | Federico II Eugenio di Württemberg |  |
|                                     |                           | Federica Dorotea di Brandeburgo-Schwedt |                                                      |  |  |       |  |  | Federico I di Württemberg |  |  |                                    |  |
| Paolo Federico di Württemberg       |                           |                                         |                                                      |  |  |       |  |  | Federico I di Württemberg |  |  |                                    |  |
|                                     |                           | Augusta di Brunswick-Wolfenbüttel       | Carlo Guglielmo Ferdinando di Brunswick-Wolfenbüttel |  |  |       |  |  |                           |  |  |                                    |  |
|                                     |                           | Augusta di Brunswick-Wolfenbüttel       | Carlo Guglielmo Ferdinando di Brunswick-Wolfenbüttel |  |  |       |  |  |                           |  |  |                                    |  |
|                                     |                           | Augusta di Brunswick-Wolfenbüttel       | Augusta di Hannover                                  |  |  |       |  |  |                           |  |  |                                    |  |
| Federico del Württemberg            |                           | Augusta di Brunswick-Wolfenbüttel       |                                                      |  |  |       |  |  |                           |  |  |                                    |  |
|                                     |                           | Federico di Sassonia-Altenburg          | Ernesto Federico III di Sassonia-Hildburghausen      |  |  |       |  |  |                           |  |  |                                    |  |
|                                     |                           | Federico di Sassonia-Altenburg          | Ernesto Federico III di Sassonia-Hildburghausen      |  |  |       |  |  |                           |  |  |                                    |  |
|                                     |                           | Federico di Sassonia-Altenburg          | Ernestina Augusta di Sassonia-Weimar                 |  |  |       |  |  |                           |  |  |                                    |  |
| Carlotta di Sassonia-Hildburghausen |                           | Federico di Sassonia-Altenburg          |                                                      |  |  |       |  |  |                           |  |  |                                    |  |
|                                     |                           | Carlotta di Meclemburgo-Strelitz        | Carlo II di Meclemburgo-Strelitz                     |  |  |       |  |  |                           |  |  |                                    |  |
|                                     |                           | Carlotta di Meclemburgo-Strelitz        | Carlo II di Meclemburgo-Strelitz                     |  |  |       |  |  |                           |  |  |                                    |  |
|                                     |                           | Carlotta di Meclemburgo-Strelitz        | Federica Carolina Luisa d'Assia-Darmstadt            |  |  |       |  |  |                           |  |  |                                    |  |
| Guglielmo II di Württemberg         |                           | Carlotta di Meclemburgo-Strelitz        |                                                      |  |  |       |  |  |                           |  |  |                                    |  |
|                                     | Federico I di Württemberg | Federico II Eugenio di Württemberg      |                                                      |  |  |       |  |  |                           |  |  |                                    |  |
|                                     | Federico I di Württemberg | Federico II Eugenio di Württemberg      |                                                      |  |  |       |  |  |                           |  |  |                                    |  |
|                                     | Federico I di Württemberg | Federica Dorotea di Brandeburgo-Schwedt |                                                      |  |  |       |  |  |                           |  |  |                                    |  |
| Guglielmo I di Württemberg          | Federico I di Württemberg |                                         |                                                      |  |  |       |  |  |                           |  |  |                                    |  |
|                                     |                           | Augusta di Brunswick-Wolfenbüttel       | Carlo Guglielmo Ferdinando di Brunswick-Wolfenbüttel |  |  |       |  |  |                           |  |  |                                    |  |
|                                     |                           | Augusta di Brunswick-Wolfenbüttel       | Carlo Guglielmo Ferdinando di Brunswick-Wolfenbüttel |  |  |       |  |  |                           |  |  |                                    |  |
|                                     |                           | Augusta di Brunswick-Wolfenbüttel       | Augusta di Hannover                                  |  |  |       |  |  |                           |  |  |                                    |  |
| Caterina Federica di Württemberg    |                           | Augusta di Brunswick-Wolfenbüttel       |                                                      |  |  |       |  |  |                           |  |  |                                    |  |
|                                     |                           | Ludovico di Württemberg                 | Federico II Eugenio di Württemberg                   |  |  |       |  |  |                           |  |  |                                    |  |
|                                     |                           | Ludovico di Württemberg                 | Federico II Eugenio di Württemberg                   |  |  |       |  |  |                           |  |  |                                    |  |
|                                     |                           | Ludovico di Württemberg                 | Federica Dorotea di Brandeburgo-Schwedt              |  |  |       |  |  |                           |  |  |                                    |  |
| Paolina di Württemberg              |                           | Ludovico di Württemberg                 |                                                      |  |  |       |  |  |                           |  |  |                                    |  |
|                                     |                           | Enrichetta di Nassau-Weilburg           | Carlo Cristiano di Nassau-Weilburg                   |  |  |       |  |  |                           |  |  |                                    |  |
|                                     |                           | Enrichetta di Nassau-Weilburg           | Carlo Cristiano di Nassau-Weilburg                   |  |  |       |  |  |                           |  |  |                                    |  |
|                                     |                           | Enrichetta di Nassau-Weilburg           | Carolina d'Orange-Nassau                             |  |  |       |  |  |                           |  |  |                                    |  |
|                                     |                           | Enrichetta di Nassau-Weilburg           |                                                      |  |  |       |  |  |                           |  |  |                                    |  |